# ブルニャート
ブルニャート（伊: Brugnato）は、イタリア共和国リグーリア州ラ・スペツィア県にある、人口約1,300人の基礎自治体（コムーネ）。

## 地理

### 位置・広がり
ラ・スペツィア県中部に所在する。

#### 隣接コムーネ
隣接するコムーネは以下の通り。
- ボルゲット・ディ・ヴァーラ
- ロッケッタ・ディ・ヴァーラ
- セスタ・ゴーダノ
- ジニャーゴ

### 地震分類
イタリアの地震リスク階級 (it) では、3 に分類される
。

## 文化・観光
「イタリアの最も美しい村」クラブ加盟コムーネである。